# Rio Brusturelul
O Rio Brusturelul é um rio da Romênia afluente do Rio Tazlăul Mare, localizado no distrito de Neamţ.